# 홀리데이 인 인천 송도호텔
홀리데이 인 인천 송도(영어: Holiday Inn Incheon Songdo)는 인천광역시 연수구 송도동에 위치한 호텔이다. 지상 12층 ~ 20층이다. 대우건설이 시공했다.